# Старовойтов, Сергей (футболист, 1981)
Сергей Старовойтов (эст. Sergei Starovoitov; 26 июля 1981, Кохтла-Ярве) — эстонский (негражданин) футболист, защитник и полузащитник.

## Биография
Начал выступать на взрослом уровне в клубах родного города — с 1998 года играл за «Ярве» в низших лигах Эстонии, а с 1999 года стал выступать за «Лоотус» в первой лиге и в том же году стал серебряным призёром турнира. В 2000—2002 годах вместе с «Лоотусом» играл в высшем дивизионе Эстонии, дебютировал на этом уровне 1 апреля 2000 года в матче против «Тулевика». После вылета «Лоотуса» из высшей лиги провёл сезон 2003 года в первой лиге и стал её победителем.
В 2004 году перешёл в «Меркуур» (Тарту), проводивший дебютный сезон в высшей лиге после длительного перерыва, выступал за команду в течение полутора лет. Осеннюю часть сезона 2005 года провёл в клубе «Нарва-Транс», за это время забил 6 голов, причём в первом же матче отличился хет-триком в ворота своего бывшего клуба «Меркуур», а по итогам сезона стал бронзовым призёром чемпионата. В начале 2006 года вернулся в клуб из Тарту, носивший теперь название «Мааг», а с 2007 года в течение полутора лет играл за объединённый клуб «Мааг-Таммека», с которым стал финалистом Кубка Эстонии 2007/08. Летом 2008 года перешёл в «Нарва-Транс», в осенней части того сезона сыграл только один матч, а в следующие два года регулярно играл за команду, за это время ещё трижды со своим клубом завоёвывал бронзовые медали. За клуб из Нарвы сыграл 3 матча в еврокубках и забил гол в 2009 году в ворота словенского «Рудара».
С 2011 года выступает за любительские клубы низших лиг.
Всего в высшем дивизионе Эстонии сыграл 226 матчей и забил 25 голов.
Также много лет выступал в высшей и первой лигах чемпионата Эстонии по мини-футболу (футзалу).

## Достижения
- Бронзовый призёр чемпионата Эстонии: 2005, 2008, 2009, 2010
- Финалист Кубка Эстонии: 2007/08